# ماتشادو روجر ماركيز
ماتشادو روجر ماركيز (بالبرتغالية: Roger Machado Marques‏) (مواليد 25 أبريل 1975) هو لاعب كرة قدم. يلعب مع منتخب البرازيل لكرة القدم منذ عام 2001.

## مسيرته الكروية
لعب ماتشادو روجر ماركيز خلال مسيرته الاحترافية مع 3 أندية في خمسة عشر موسمًا وسجل خلالها 11 هدفًا ضمن 307 مباراة. حيث فاز في أربعة مواسم بالكأس وفي موسم واحد بالدوري.
خاض ماتشادو روجر ماركيز مسيرته مع نادي غريميو بورتو أليغرينزي في موسم 1994 ليلعب معه عشرة مواسم، مشاركًا في 188 مباراة سجل خلالها 4 أهداف. ثم انتقل إلى نادي فيسيل كوبه في عامي 2004-2006 ولمدة موسمين، حيث شارك في 46 مباراة سجل خلالها 4 أهداف أيضًا. لينتقل بعدها إلى نادي فلومينينسي في موسم 2006 واستمر معه طيلة ثلاثة مواسم، مشاركًا في 73 مباراة سجل خلالها 3 أهداف.

## وصلات خارجية
- ماتشادو روجر ماركيز على موقع رابطة كرة القدم اليابانية للمحترفين (اليابانية)
- ماتشادو روجر ماركيز على موقع قاعدة بيانات كرة القدم.إي يو (الإنجليزية)
- ماتشادو روجر ماركيز على موقع ناشيونال فوتبول تيمز (الإنجليزية)
- ماتشادو روجر ماركيز على موقع Soccerway.com (الإنجليزية)
- ماتشادو روجر ماركيز على موقع عالم كرة القدم.نت (الإنجليزية)
- ماتشادو روجر ماركيز على موقع كووورة
- National Football Teams